# Indigo Nights
Indigo Nights is een livealbum van Prince uit 2008. Het album bestaat uit een compilatie van materiaal opgenomen tijdens zijn aftershows in de Londense club The Indigo2 (onderdeel van The O2). Deze aftershows werden gegeven tijdens zijn reeks van 21 Londense concerten in augustus en september 2007. Het album bevat acht liveversies van eerder uitgebrachte Prince-nummers, vijf covers, twee nieuwe nummers en een monoloog. Gastvocalisten zijn Shelby J., achtergrondzangeres van Prince, en de Jamaicaans-Britse soulzangeres Beverley Knight.
Het album is alleen in combinatie met het luxe fotoboek 21 Nights te verkrijgen.

## Nummers
| 1.  | 3121 (incl. D.M.S.R.)                                                             | 7:44 |
| 2.  | Girls & Boys                                                                      | 4:05 |
| 3.  | Song of the Heart                                                                 | 1:39 |
| 4.  | Delirious                                                                         | 2:01 |
| 5.  | Just Like U (monoloog)                                                            | 2:49 |
| 6.  | Satisfied                                                                         | 6:19 |
| 7.  | Beggin' Woman Blues (niet eerder uitgebracht)                                     | 6:43 |
| 8.  | Rock Steady (gezongen door Beverley Knight) (Aretha Franklin-cover)               | 6:37 |
| 9.  | Whole Lotta Love (Led Zeppelin-cover)                                             | 4:42 |
| 10. | Alphabet St.                                                                      | 6:09 |
| 11. | Indigo Nights (niet eerder uitgebracht)                                           | 3:41 |
| 12. | Misty Blue (gezongen door Shelby J.) (Ella Fitzgerald-cover)                      | 4:25 |
| 13. | Baby Love (gezongen door Shelby J.) (Mother's Finest-cover)                       | 3:54 |
| 14. | The One (incl. The Question of U)                                                 | 9:08 |
| 15. | All the Critics Love U in London (variatie op All the Critics Love U in New York) | 7:05 |